# Shahrestān di Torkaman
Lo shahrestān di Torkaman (farsi شهرستان ترکمن) è uno dei 14 shahrestān della provincia del Golestan, in Iran. Il capoluogo è Bandar-e Torkeman. Lo shahrestān è suddiviso in una circoscrizione (bakhsh): 
- Centrale (بخش مرکزی)